# Bernard Larsson
Bernard Larsson (* 21. Mai 1939 in Hamburg) ist ein schwedischer Fotograf, der sein Berufsleben in Deutschland verbrachte.

## Leben
Larsson studierte in München die Fächer Fotografie und Fotodesign an der Staatslehranstalt für Fotografie, die heute Staatliche Fachakademie für Fotodesign München heißt. Danach ging er für einige Zeit nach Paris, um dort bei William Klein zu arbeiten. In den 1960er Jahren wurde er unter anderem durch seine Arbeiten über Berlin bekannt, die in mehreren Bildbänden veröffentlicht wurden. Berühmt ist sein Foto des toten Benno Ohnesorg.
Heute lebt und arbeitet Larsson in München.

## Ausstellungen
- 1960: Salon International du Portrait, Bibliothèque Nationale, Paris.[2]
- 1963: Mit der Kamera durch Ost-Berlin (Wanderausstellung der Bundesregierung), Bonn, Hamburg, New York.[3]
- 1967: Studentendemonstrationen, Galerie Hammer, Berlin.[4]
- 1998: Berlin – Hauptstadt der Republik, Haus der Kunst, München.[5]
- 1998: Fotografien aus einer geteilten Stadt 1961–1968, Friedrichswerdersche Kirche, Schinkelmuseum, Berlin.[6]
- 2016: Bernard Larsson. Leaving is Entering. Museum für Fotografie (Berlin).[7] 
Danach 2017 mit ergänzendem Titel: Berlin Photographs 1961–1968. Stiftung Brandenburger Tor, Berlin.

## Veröffentlichungen
- Impressionen. Keller, Starnberg 1961.
- Die ganze Stadt Berlin. Politische Fotos. Nannen, Hamburg 1964.
- Demonstrationen. Berliner Modell. Voltaire Flugschrift 10. Voltaire Verlag, Berlin 1967.
- Berlin, Hauptstadt der Republik. Fotografien aus einer geteilten Stadt, 1961–1968. Ausstellungskatalog Haus der Kunst, München und Steidl, Göttingen 1998, ISBN 3-88243-597-6.
- Berlin | Berlin. Die ganze Stadt zur Zeit des Mauerbaus 1961–1964. Mit Texten von Marline Otte, Bernard Larsson, Wolf Biermann und Cees Nootebom. Schirmer/Mosel, 2019, ISBN 978-3-8296-0849-7